# Oakland, Florida
Oakland är en ort i Orange County i delstaten Florida, USA.